# ニューセザンヌ
ニューセザンヌ（New Cezanne）は、フォントワークスが開発・販売するゴシック体およびそのフォント製品。
2002年、LETS会員向け新書体としてリリースされた。セザンヌをブラッシュアップした書体で、懐が広く字面が大きくなり、一部の仮名の字形が大きく変更されている。従属欧文はHelveticaをイメージした体裁で整えられ、写研の「石井ゴシック」や「本蘭ゴシック」を彷彿とさせる雰囲気を持つ書体となった。

## ファミリー
- M (Medium)
- DB (Demi Bold)
- B (Bold)
- EB (Extra Bold)